# Габаре
Га̀баре е село в Северозападна България. То се намира в Община Бяла Слатина, област Враца.

## География
Селото се намира между 5 възвишения. През него минават 3 реки – Бриша, Вадата и Марла, които се съединяват под селото в Габърска бара и се вливат в Искър. В близост до селото се намират 2 язовира. Земите около селото са много плодородни. Климатът е умереноконтинентален със студена зима и горещо лято.
Има изключително разнообразна растителност: много иглолистни гори, билки. Сред многобройните животински видове, често срещани са лисицата и чакалът. Много влечуги – гущери, змии. По-често срещани змии са пепелянките. По-известни представители на насекомите са бръмбарите-рогачи, които са защитени в Република България.
По-голямата част от населението вече са роми.

## История
В Габаре е открито съкровище, което се намира в музея във Враца.
Габаре се споменава в османски регистри от 1430 година под името Габровец и Габари, а в регистър от 1692 година под името Кабар. В тефтера на врачанския търговец Хаджи Тошо Ценов от 1811 година и в пътепис от Феликс Каниц от 1871 година селото е записано с днешното си име Габаре.
През 50-те и 60-те години на ХХ век габрешанинът Бенчо Бенчев, скулптор и учител, провежда редица разговори с възрастни жители за историята на селото и записва техните спомени. От негов ръкопис се разбира, че в Руско-турската война от 1828 – 1829 година, когато руските войски превземат Враца, взимат участие и жители на селото, които се присъединяват като доброволци към руските войски. Според Бенчев „след злополучния край на тези войни, много габрешани се изселили в Румъния и другаде. В село Чосар Гьол – Николовци, Найденовци и др.; в село Рогозина, Толбухинско – Панчовци, Деляците и Семьоновци; в Крушовица и Видинци (Рабровци) – Пешуновци, Карчовци, Чекьовци и др.; в Горнооряховско – Тончовци и др.“
Към 1837 година Габаре има 30 къщи. Селото бързо нараства заради преселническите родове, които идват от село Батулци и други балкански села на Тетевенско и Орханийско – Навущанете, Ташовци, Йотовци, Чифлигарете, Кирковци и други. Доктор Симеон К. Симеонов, роден в 1934 година, от рода Кирковци разказва на Бенчев, че неговите предци са работели в чифлика на Димитраки Хаджитошев, разположен между селата Кунино и Радовене. След убийството на Димитраки през 1827 година, те напуснали чифлика и се заселили в Габаре.
В своя ръкопис Бенчев пише също, че „след Стополското морабе (Кримската война от 1853-1856 година) в махалата Кутеля, на мястото на изселени габрешане били заселени 12 семейства черкези, които презимували. През пролетта се изселили от Габаре и настанили в местността Дъбница край селото, в близост до селата Враняк, Еница и Сухаче.“ Главатар на черкезкото селище бил някой си Омер ага. Черкезите били жестоки, диви, ходели винаги въоръжени и били известни крадци на добитък. Начо Атанасов Нанов–Мустакатия (роден в 1863 година) разправял някога на своя внук Васил Крумов (роден в 1924 година) за подвизите на своя чичо Цако Нанов срещу черкезите: „През турско време, черкези от черкезкото село, намиращо се в горите между селата Габаре, Враняк, Еница и Сухаче, ходели нощем по околните села и вършели грабежи. Натоварвали награбеното на товарни коне и рано сутрин се връщали в селото. Когато черкезите грабели селата по посока на Враца, обратният им път минавал покрай Габаре. Конвоят се движел като керван – отпред яздел на кон главатарят на групата, следван от натоварените с ограбеното коне, а след тях яздели на коне останалите черкези, разбойници – грабители. Цако Нанов проследявал движението на керваните и от засада с точен изстрел убивал главатаря на групата и невредим изчезвал в храсталаците. След като обезглавил няколко черкезки групи, същите не се весвали покрай нашето село. По правило черкезите не грабели селата, съседни на тяхното.“
В 1871 година през село Габаре минава Феликс Каниц, който в своя пътепис също споменава черкезкото селище: „…Тук е малкото село Габаре, разположено дълбоко във варовиците. Късно вечерта тук установих бивака си покрай голям огън. Не бях обезпокоен от черкезите от близкото село Дъбница. Село Габаре се състои от 135 български двора, къщите са строени добре и са предимно едноетажни…“ Анна Хрелкова, сестра на поета Николай Хрелков), пише в мемоарната си книга „Пътят на моя брат“: „…Майка ми (Христина) е родена през 1877 година. Родила се е на къра при бягство от черкезите. Изпърво бегълците се криели в необработените кукурузя и гората (край с. Еница - бележка на Бенчев). Веднъж дядо й Кральо, баща й Христо и чичо й Тихол отишли в селото (Еница - бележка на Бенчев) за брашно. Черкезите ги нападнали в къщата им и ги насекли на парчета. След като не се завърнали, баба ми Елена (майка на мама) и баба Тота (свекървата) тръгнали за Бяла Слатина с новороденото в бащината къща на баба ми. На другата година жените се върнали в селото, събрали костите на убитите и ги погребали зад къщата. Мястото съм виждала.“
Черкезкото селище съществува до октомври 1877 година. След освобождението земята в местността Дъбница се стопанисвала от училищното настоятелство на Габаре, което, отдавайки я под наем чрез търгове, събира средства за издръжката на училището.
През 40-те години на ХХ век по настояване на учителката от основното училище в Габаре – Гена Драганова, учениците трябвало да разпитват свои прабаби и прадядовци за техни спомени, свързани с историята на селото. Лиляна Т. Лехчанска, родена в 1938 година – ученичка по това време – разпитвала своята прабаба Дилка Навущанска (1852 – 1951) и от нея узнала, че през 1872 година в Габаре идвал Васил Левски, който се срещнал с „по-първите габрешане“ с цел създаването на революционен комитет. Между тях бил и мъжът й – Томо Некулов Навущански, който освен казаното, нищо повече не й доверил. За това, че Левски е идвал в Габаре разказа на Бенчев и Дончо Дончев, който от дядо си – Дончо Стоянов знае, че събранието било в кръчмата на прадядо му Стоян Ненков.
Бенчо Бенчев пише за някой си Стамен Милчов, починал през декември 1899 година, който заявява: „През същата година, навръх Богородица отидохме на Черепишкия манастир, където се заклехме да подпомагаме делото. Бяхме шест човека само от Габаре. При преминаването на Ботев на Дунава, ние го чакахме да се присъединим два дена. От Габаре бехме четирима и двама от Койнаре, казваха се Йончовски и двамата.“ На Стамен Милчов и двамата Йончовски се паднал жребият да убият турчина, който всяка година обирал Бешовишкия манастир. Те го причакали в манастира, убили го и го заровили под дръвника в манастирския двор.
В Габаре руските освободителни войски дошли за първи път на 20 октомври 1877 година. Били около 100 души кавалеристи. Дошли откъм Чомаковци и заминали към Върбица. В 1952 година Константин Попов записал следния спомен на Христо Стаменов Булежовски (93 годишен): „Русите куто додоа, обсадиа Плевен. Куто обсадиа Плевен, очистиа тиа села пред Искъра да нема турци. Па зеа пъкя докъде Орхание. Явнаа са най-напред на „Долното кале” при растето. Един казак дойде и повика ората. В Габаре беа са събрале три-четири села: Горник, Бреске, Реселец. Казака ни каза да бегаме къде Чумакофци  с децата и добитъка. Седееме там една недела. Там га видееме руската войскъ. Руските зводове додоа и до Габаре. Тук немаше турски войски. Не стана битка. Русите заминаа на зводове за Враца.“
Данни за това време има и в един непубликуван ръкопис на писателя Цани Гинчев, посетил Габаре през 1884 година в качеството си на Оряховски окръжен училищен инспектор. Интересувайки се дали габрешани след Освобождението все още имат пчели, той получава следния отговор: „Нема вече… Нема. Кога бегахме, колкото (кошери) имаше, турците сичко поразиха – изедоха сичко. Сичкия помачор и турчор от Раховско, се през наше село мина, кога бегаше от московците. Нищо не остана… Нас ни отърваха горите, но останахме голи – всичко са поразили и разграбили…“
В 1879 година Габаре наброява 120 къщи и има 1200 декара работна земя. Първият кмет на селото е габрешанинът Петър Гергов.
По време на Руско-турската освободителна война в опълченските дружини се сражавали и двама души от Габаре. След Освобождението единият от опълченците си построил къща в центъра на Габаре с парите, които бил получил като опълченец и поборник от държавата. Тя била единствената къща в селото с ламаринен покрив и габрешане я наричали „Опълченската къща“. Къщата била с каменни основи, на два етажа, стените й били от плетеница (преплетени пръчки, измазани с кал и варосани), а отгоре със споменатия ламаринен покрив. (По-късно, през 1887 г. такъв покрив имала и новопостроената в селото черква.) Долният етаж се състоял от две стаи и врата към главната улица, а горният от коридор, две стаи и голям езлък към двора с външна дървена стълба. Тази къща по-късно била купена от Пешо Йотов от Плевен, от който пък впоследствие я закупува Косто Иванов. Днес тази къща в центъра на Габаре е разрушена.
По време на Балканската война в 1912 година един човек от Габаре се включва като доброволец в Македоно-одринското опълчение.

## Население
Преброяване на населението през 2011 г.
Численост и дял на етническите групи според преброяването на населението през 2011 г.:
|                     | Численост | Дял (в %) |
| Общо                | 1100      | 100.00    |
| Българи             | 1035      | 94.09     |
| Турци               | 0         | 0.00      |
| Цигани              | 57        | 5.18      |
| Други               | 0         | 0.00      |
| Не се самоопределят | 5         | 0.45      |
| Неотговорили        | 2         | 0.18      |

Личнисти
Починали в Габаре
- Христо Божинов (Божанов, 1881 – 1968), македоно-одрински опълченец

## Религия
В 1893 година е завършена църквата „Успение Богородчно“. Зографията в нея са от 1894 година и са дело на дебърските майстори Мирон Илиев и Велко Илиев.

## Обществени институции
В село Габаре има средно училище (СУ „Христо Ботев“) със собствен физкултурен салон и компютърен кабинет, детска градина, както и читалище с голяма библиотека.

## Културни и природни забележителности
В двата края на селото има две калета (крепости), в които има много запазени керамични съдове, метални предмети и надгробни плочи. Стените на едното кале са сравнително добре запазени.

## Редовни събития
- Съборът на Габаре е на 1 – 4 ноември.